# Moulde
Die Moulde ist ein Fluss in Frankreich, der im Département Charente in der Region Nouvelle-Aquitaine verläuft. Sie entspringt im Gemeindegebiet von Le Lindois und entwässert generell in nordöstlicher Richtung. Sie durchquert mehrere Stauseen, darunter den Lac du Mas Chaban (176 ha Oberfläche) und mündet nach rund 18 Kilometern bei Suris als linker Nebenfluss in die Charente.
Das Seengebiet mit dem Namen Lacs de Haute-Charente ist – obwohl in der Nachbarregion liegend – mit dem naheliegenden Regionalen Naturpark Périgord-Limousin assoziiert.

## Orte am Fluss
- Massignac
- Lésignac-Durand